# Resolution 1521 des UN-Sicherheitsrates
Die Resolution 1521 des UN-Sicherheitsrates ist eine Resolution, die der Sicherheitsrat der Vereinten Nationen in der 4890. Sitzung am 22. Dezember 2003 einstimmig beschlossen hat. Es war die letzte Resolution im Jahr 2003.

## Inhalt
Die Resolution ist in zwei Teile gegliedert: einen kurzen Abschnitt A und einen etwas längeren Abschnitt B.

### A
Mit Hinweis auf die Resolutionen 1343 (2001), 1408 (2002), 1478 (2003), 1497 (2003), 1509 (2003) stellt der Sicherheitsrat fest, dass sich die Situation im westafrikanischen Staat geändert hat. Erwähnt werden der Rücktritt des ehemaligen Präsidenten Charles Taylor und die Bildung der Nationalen Übergangsregierung von Liberia und die Fortschritte im Friedensprozess in Sierra Leone. Im ersten Punkt beschließt der Sicherheitsrat deswegen die Punkte 5,6 und 7 der Resolution 1343 sowie die Punkte 17 und 28 der Resolution 1478 aufzuheben.

### B
Der UN-Sicherheitsrat
2. beschließt, dass alle Staaten die Lieferung oder den Verkauf von Rüstungsgütern und sonstigen Wehrmaterial von ihrem Hoheitsgebiet nach Liberia verhindern sollen.
3. fordert alle westafrikanischen Staaten dazu auf, bewaffnete Gruppen oder Einzelpersonen davon abzuhalten Angriffe auf Nachbarländer abzuhalten und somit die Lage in der Region zu stabilisieren.
4. ruft alle Staaten auf, die Ein- oder Durchreise durch ihr Hoheitsgebiet von Personen, die eine Bedrohung für den Friedensprozess in Liberia darstellen oder die an Aktivitäten beteiligt sind, die darauf abzielen, den Frieden und die Stabilität in Liberia und in der Subregion zu untergraben.
5. erklärt der Sicherheitsrat sich bereit Absatz zwei und vier zu beenden, wenn der Waffenstillstand in vollem Umfang Liberia eingehalten wird.
6. beschließt der Rat, dass alle Staaten die direkte oder indirekte Einfuhr von Rohdiamanten aus Liberia in ihr Hoheitsgebiet verhindern sollen, unabhängig davon ob sie ihren Ursprung in Liberia haben oder nicht.
7. fordert die liberianische Übergangsregierung dringend dazu auf, dass ein wirksames, transparentes System für den Handel der liberianischen Rohdiamanten eingeführt werden soll, um den Kimberley-Prozess beizutreten.
8. bekundet der Rat seine Bereitschaft die Maßnahmen von Absatz sechs aufzuheben, wenn die liberianische Übergangsregierung die Aufforderung von Absatz sieben erfüllt.
9. ermutigt die Übergangsregierung Liberias Schritte zu unternehmen, um den Kimberley-Prozess so bald wie möglich beizutreten.
10. beschließt, dass alle Staaten die erforderlichen Maßnahmen treffen sollen, um zu verhindern, dass die Einfuhr aller Rundhölzer und Holzprodukte mit Ursprung in Liberia in ihr Hoheitsgebiet stattfindet.
11. fordert die Nationale Übergangsregierung Liberias dazu auf, die Kontrolle über die Holzanbaugebiete herzustellen und die Einnahmen nicht zur Förderung des Konflikts zu verwenden.
12. bringt seine Bereitschaft zum Ausdruck, die mit Absatz 10 verhängten Maßnahmen zu beenden, sobald der Rat feststellt, dass die in Absatz 11 genannten Ziele erreicht worden sind
erreicht worden sind.
13. ermutigt die Übergangsregierung in Liberia Aufsichtsmechanismen für die Holzindustrie zu schaffen.
14. fordert alle Parteien des Umfassenden Friedensabkommens vom 18. August 2003, ihren Verpflichtungen in vollem Umfang nachzukommen und ihrer Verantwortung in der Nationalen Übergangsregierung von Liberia zu erfüllen und die Wiederherstellung der Autorität der Regierung im ganzen Land, insbesondere über die natürlichen Ressourcen, nicht zu behindern.
15. Organisationen und andere, die dazu in der Lage sind, um der Nationalen Übergangsregierung von Liberia Hilfe anzubieten, um Liberia bei der Verwirklichung der unter den Nummern 7, 11 und 13 genannten Ziele zu unterstützen, einschließlich der Förderung verantwortungsvoller und ökologisch nachhaltiger Geschäftspraktiken in der Holzindustrie, und bei der Umsetzung des ECOWAS-Moratoriums für die Einfuhr, Ausfuhr und Herstellung von Kleinwaffen und leichten Waffen in Westafrika zu helfen.
16. ermutigt die Vereinten Nationen und andere Geber, die liberianischen Zivilluftfahrtbehörden, auch durch technische Hilfe, bei der Verbesserung der Professionalität ihres Personals und ihrer Ausbildungskapazitäten sowie bei der Einhaltung der Normen und Praktiken der Internationalen Zivilluftfahrt-Organisation zu helfen.
17. nimmt zur Kenntnis, dass die Nationale Übergangsregierung Liberias einen Überprüfungsausschuss eingesetzt hat, der die Aufgabe hat, Verfahren festzulegen, um
den Forderungen des Sicherheitsrates nach Aufhebung der mit dieser Resolution verhängten Maßnahmen nachzukommen
18. beschließt, dass die in den Ziffern 2, 4, 6 und 10 genannten Maßnahmen für einen Zeitraum von 12 Monaten ab dem Datum der Annahme dieser Entschließung festgelegt werden, sofern und dass der Rat am Ende dieses Zeitraums die Lage überprüfen und die Fortschritte bei der Verwirklichung der überprüft, die Fortschritte bei der Verwirklichung der in den Ziffern 5, 7 und 11 genannten Ziele bewertet und entsprechend entscheidet, ob diese Maßnahmen fortgesetzt werden sollen.
19. beschließt, die in den Ziffern 2, 4, 6 und 10 genannten Maßnahmen bis zum 17. Juni 2004 zu überprüfen, um die Fortschritte bei der Verwirklichung der in den Ziffern 5, 7 und 11 genannten Ziele zu bewerten und entsprechend zu entscheiden, ob diese Maßnahmen beendet werden sollen.
20. beschließt, die mit den Absätzen 6 und 10 eingeführten Maßnahmen regelmäßig zu überprüfen, um sie so bald wie möglich zu beenden, sobald die in den Ziffern 7 und 11 genannten Bedingungen erfüllt sind, um Einnahmen zu schaffen für den Wiederaufbau und Entwicklung Liberias.
21. beschließt einen Ausschuss des Sicherheitsrates einzusetzen, der die Einhaltung der Maßnahmen überwacht.
22. bittet den Generalsekretär ein Expertengremium einzurichten, das mit ihren Fachwissen zur Bewertung der Lage beitragen kann, einzurichten.
23. begrüßt die Bereitschaft der UNMIL, den Ausschuss und das Expertengremium bei der Überwachung der Maßnahmen zu unterstützen. Auch die Missionen in Sierra Leone und Côte d’Ivoire sollen Informationen zur verstärkten Koordinierung liefern.
24. bekräftigt seine Aufforderung an die internationale Gebergemeinschaft, Hilfe zu leisten zur Unterstützung bei der Durchführung eines Programms zur Entwaffnung, Demobilisierung, Reintegration und Repatriierung sowie eine nachhaltige internationale Unterstützung des Friedensprozesses zu leisten und großzügige Beiträge zu den konsolidierten humanitären Appellen zu leisten
25. ermutigt die Nationale Übergangsregierung von Liberia mit Unterstützung der UNMIL geeignete Maßnahmen zur Sensibilisierung der liberianischen Bevölkerung liberianischen Bevölkerung für die Gründe der in dieser Resolution vorgesehenen Maßnahmen zu schaffen
26. ersucht den Generalsekretär, dem Rat bis zum 30. Mai 2004 einen Bericht vorzulegen, der sich auf Informationen aus allen einschlägigen Quellen, einschließlich der Nationalen
Übergangsregierung von Liberia, UNMIL und ECOWAS, über die Fortschritte bei der Verwirklichung der in den Ziffern 5, 7 und 11 beschriebenen Ziele bezieht.
27. beschließt die Angelegenheit weiter zu behandeln.